# Siran (Cantal)
 Siran  es una población y comuna francesa, situada en la región de Auvernia, departamento de Cantal, en el distrito de Aurillac y cantón de Laroquebrou.

## Demografía
| 775 | 721 | 705 | 650 | 606 | 529 |
| Para los censos de 1962 a 1999 la población legal corresponde a la población sin duplicidades (Fuente: INSEE [Consultar]) |     |     |     |     |     |